# Стені
Стені́ — село в Україні, в Яворівському районі Львівської області. Населення становить 136 осіб. Орган місцевого самоврядування — Новояворівська міська рада.